# 拉匝禄复活 (塞巴斯蒂亚诺·德尔·皮翁博)
《拉匝禄复活》（新教译名拉撒路的复活）是意大利文艺复兴盛期画家塞巴斯蒂亚诺·德尔·皮翁博的一幅大型祭坛画，绘于 1517 年至 1519 年，米开朗基罗 也为其中一些人物造型提供了设计。这幅画本来是为法国的纳博讷主教座堂 而准备，现藏于伦敦 国家美术馆的 18 号房间，编号为“NG1”，这是 1824 年美术馆成立时收录的第一幅画作。
这幅画的委托方是纳博讷总主教儒略·德·美第奇枢机，即日后的教宗克勉七世。纳博讷主教座堂的祭坛画，在皮翁博和拉斐尔两人之间展开竞争。在这场由米开朗基罗策划的竞争中， 塞巴斯蒂安诺被称为“副手”或“猫爪”，而拉斐尔的《耶稣显圣容》(现藏于梵蒂冈博物馆) 的尺寸与《拉匝禄复活》一样，都是381厘米×299厘米。最后的的结论是拉斐尔的画获胜。